# Residenzstraße 13

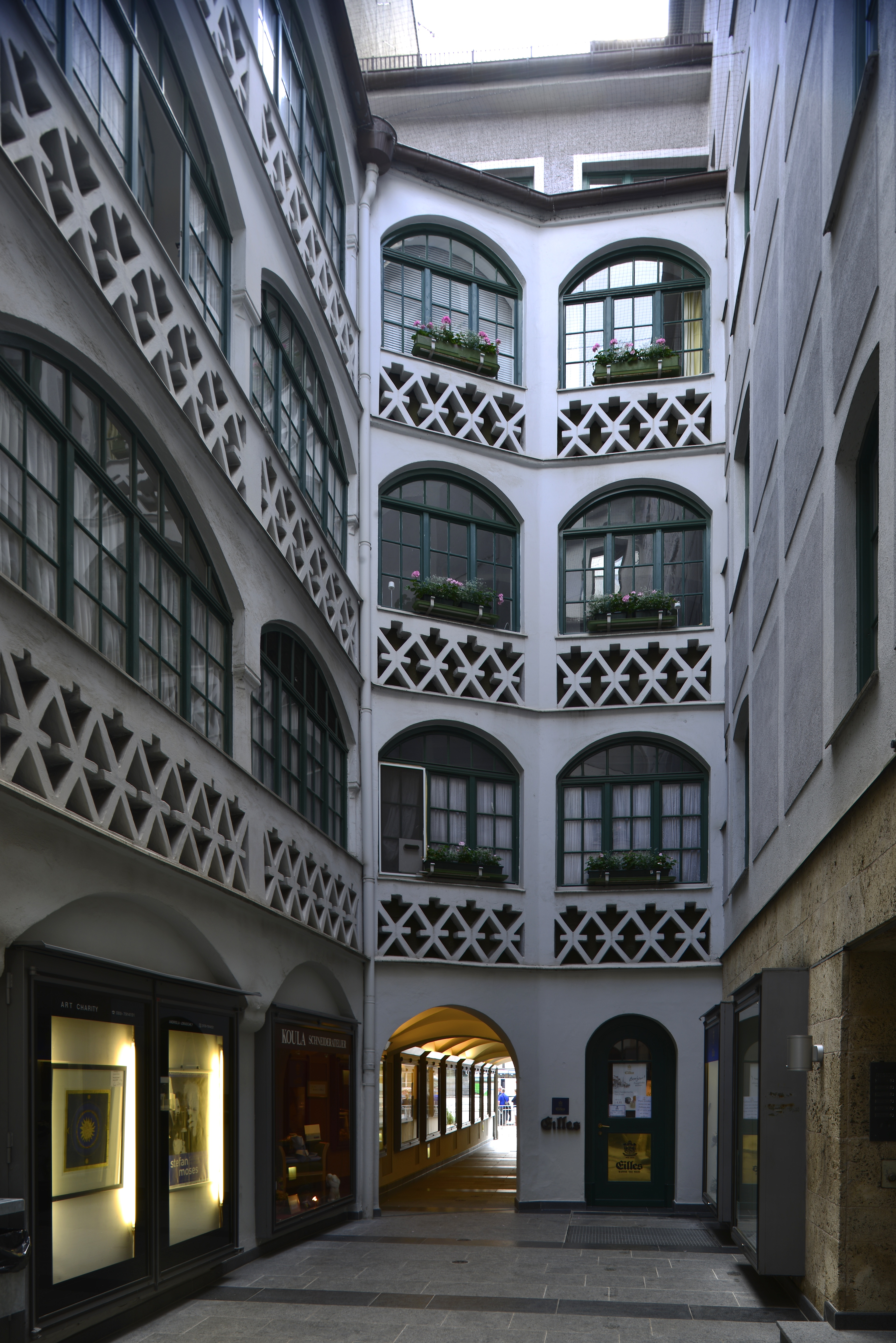
Der Innenhof mit den Laubengängen

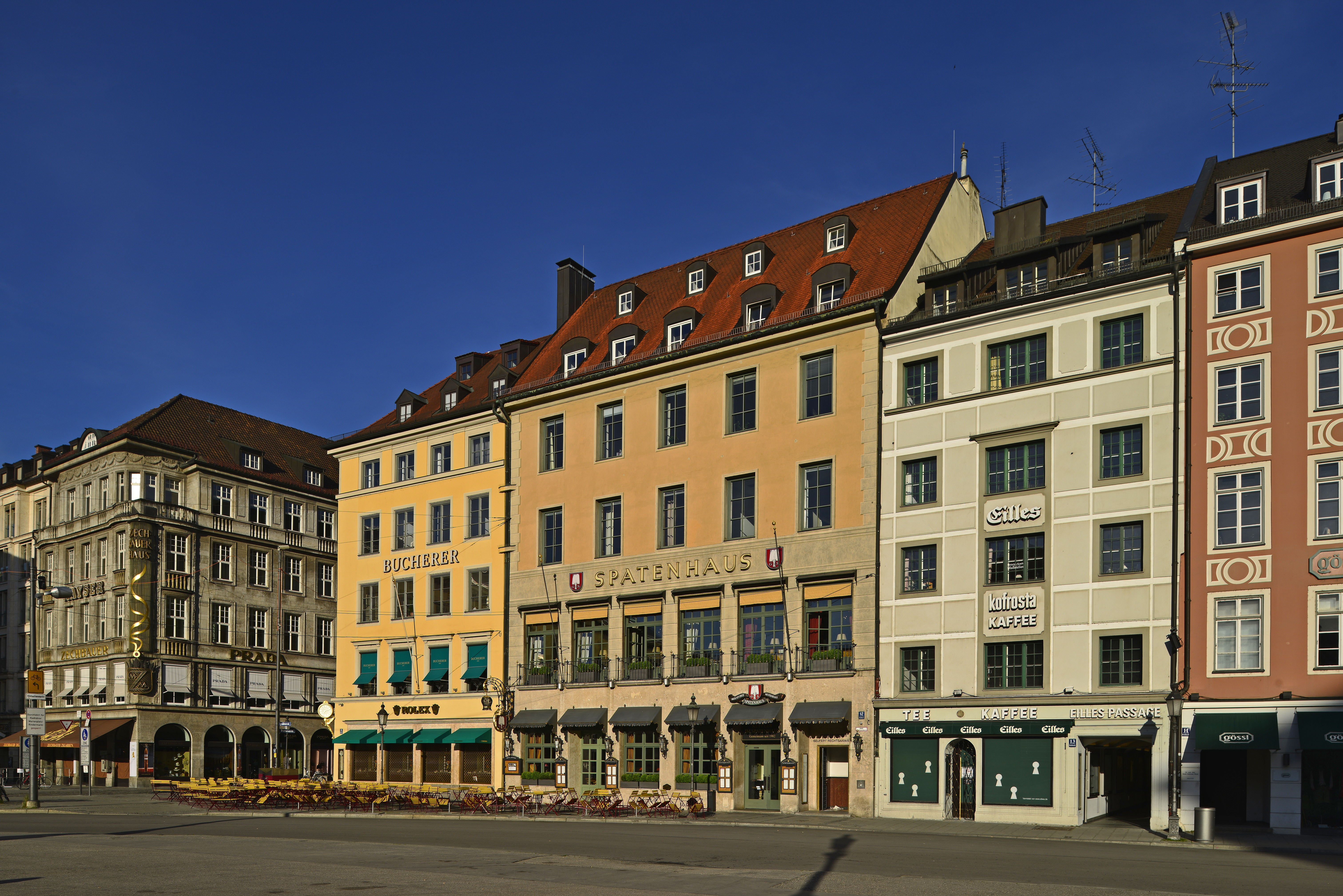
Die Hausnummern Residenzstraße 11 und 12 waren bis oder vor 1806 mit dem Püttrichkloster überbaut, das sich in ihrer Länge bis zur Theatinerstraße zog. Die hier vormals angelegte kleine Gasse erfuhr hierdurch im selben Jahr eine Erweiterung und erhielt den Namen Perusastraße.

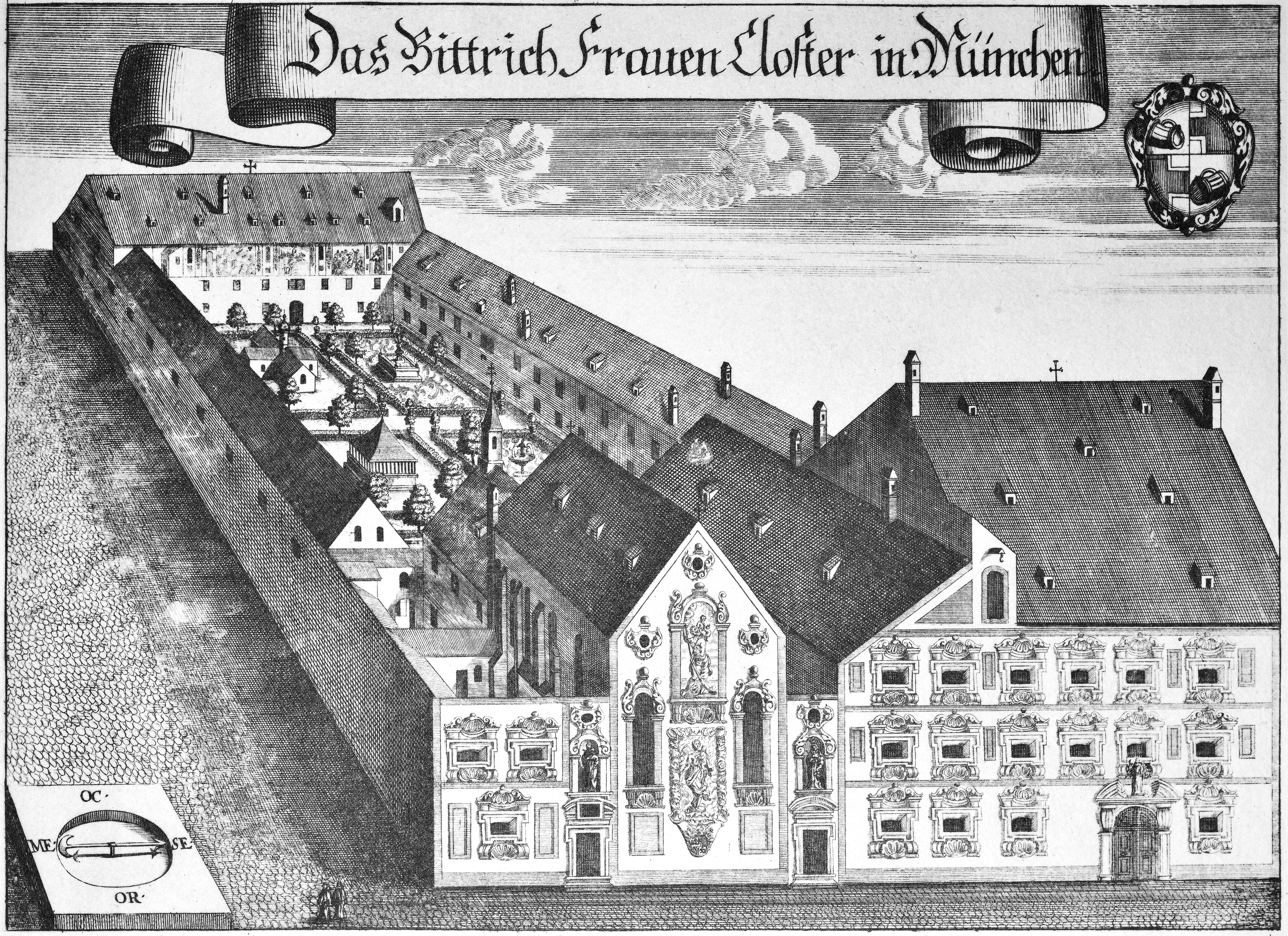
Das Püttrichkloster im Zustand um das Jahr 1700, entsprechend der aktuellen Bebauung auf dem Areal der Gebäude Residenzstraße 11 und 12 entlang der Perusastraße und der Theatinerstraße.

Das Haus Residenzstraße 13 in München ist ein Baudenkmal mit einem der letzten erhaltenen Arkadenhöfe aus der Renaissance in München. Der gut erhaltene Laubenhof mit durchbrochenen Brüstungen wurde wohl in der ersten Hälfte des 16. Jahrhunderts durch die Patrizier-Familie Düchtel errichtet und war von 1714 bis 1802 Teil des Püttrichklosters. Seit spätestens 1877 ist es ein Geschäftshaus. Der Hof wurde 1971 durch Architekt Hans von Peschke aufwändig restauriert und ist heute öffentlich zugänglich als Teil einer Passage, die mit mehreren Zugängen im Inneren des Häuserblocks zwischen der Perusastraße im Süden, der Theatinerstraße im Westen, der Viscardigasse im Norden und der Residenzstraße im Osten verläuft.

## Baubeschreibung
Das traufständige Vorderhaus an der Residenzstraße hat heute vier Obergeschosse mit drei Fensterachsen in einer schmucklosen Putzfassade. Im Hof stellt auf dessen Nordseite ein Trakt die Verbindung mit dem Hinterhaus dar. Der Hof hat einen polygonalen Grundriss. Im Osten hat die Rückfassade des Vorderhauses zwei Fensterachsen, wobei die nördliche schräg angesetzt ist und die Verbindung zur vierachsigen Nordseite herstellt. Die letzte Achse der Nordseite ist wiederum schräg gestellt und leitet so zur Westwand am Hinterhaus über.
Die Verbindung von Vorder- und Hinterhaus durch einen Hof mit Laubengängen stammt aus Italien und kam in der Renaissance über die Alpen, wurde hier jedoch oft noch mit Elementen der Spätgotik umgesetzt. Der Renaissance entsprechen im Hof der Residenzstraße 13 die flachen Segmentbögen der Arkaden, der Gotik entlehnt sind die abgeschrägten Pfeiler mit angedeuteten Kapitellen und die durchbrochenen Brüstungen, die durch schräg gestellte Ziegel an ein reduziertes Maßwerk erinnern. Vergleichbare Elemente finden sich in anderen frühen Bauten der Renaissance in Bayern aus den Jahren 1519, um 1530 und 1544, so dass auch dieser Hof in die entsprechende Zeit datiert und der damaligen Eigentümer-Familie zugerechnet werden kann.
Die Arkaden im Erdgeschoss des Hofes wurden in Schaufenster umgebaut, die oberen Stockwerke wurden mit Sprossenfenstern verglast. Die maßgebliche Restaurierung fand 1971 statt, eine behutsame Sanierung 2016/17. Der Zugang durch den Hof stellt den südlicheren Eingang zu den Passagen im Baublock von der Residenzstraße her dar.

## Geschichte
Das Gebäude an der Residenzstraße mit der heutigen Hausnummer 13 lässt sich erstmals im Stadtmodell von Jakob Sandtner aus dem Jahr 1570 nachweisen. Es hatte damals vier Stockwerke mit drei Fensterachsen, von denen die mittlere einen flachen Erker darstellte. Als Eigentümer des Hauses, das mit dem südlich angrenzenden Gebäude Residenzstraße 12 baulich und im Eigentum verbunden war, wird im ersten erhaltenen Eintrag für das Jahr 1555 Bernhard Düchtel aus der Tutzinger Patrizierfamilie Düchtel/Dichtl genannt. Der Familie könnte die Errichtung des Hofes zugerechnet werden.
Zwischen 1565 und 1714 wechselte das Doppelhaus mit den heutigen Nummern 12 und 13 mehrfach die Eigentümer, überwiegend war es im Besitz von Beamten des kurfürstlichen Hofes. Die Kaufpreise lagen zwischen 4300 und 7500 Gulden. 1714 kaufte das südlich mit der Kapelle St. Christophorus angrenzende Püttrichkloster das Haus für 7700 Gulden, wobei die Kaufsumme in Raten von je 100 Gulden beglichen wurde.
Das Püttrich- (auch Bittrich-) Kloster war aus einer Stiftung eines Kaufmanns der Familie Püttrich um 1284 als Seelhaus entstanden und wurde zunächst von freien Seelnonnen geführt. Sie widmeten sich der Pflege von Schwangeren, Kranken und Sterbenden. Um 1480 wurde es in ein reguliertes Kloster der Franziskanerinnen umgewandelt. 1508 trat Kunigunde von Österreich nach dem Tod ihres Mannes, Herzog Albrecht IV. von Bayern in das Kloster ein, wo sie bis zu ihrem Tod 1520 lebte. Ein Feuer im Kloster 1659 betraf nur den südlichen Teil, nicht den Arkadenhof. Bei der Säkularisation wurde auch das Püttrichkloster 1802 aufgelöst und 1803 wurden die Gebäude verkauft.
Erster Käufer war Josef Ludwig Wolf, Rat der kurfürstlichen Landesdirektion. Er trennte die bis dahin verbundenen Häuser, in die Nummer 13 zog die Hofjagdintendanz ein. Ab 1820 wechselte das Haus erneut mehrfach den Eigentümer, 1877 kaufte Joseph Eilles die Nummer 13, wo sich schon seit 1873 sein Kaffee- und Feinkostgeschäft J. Eilles befand. Das Unternehmen blieb bis 2015 an der Adresse, bis es einige Häuser weiter in die Nummer 22 zog, wo die rund dreifach Fläche zur Verfügung steht.
Das Vorderhaus wurde im 19. und 20. Jahrhundert mehrfach renoviert und umgestaltet. Aus dem späten 19. Jahrhundert ist eine Fassade mit Elementen der Neorenaissance überliefert, zu einem nicht näher bestimmten Zeitpunkt wurde es um ein Stockwerk aufgestockt.